# بيض مقلي
البَيْضُ المَقْلِيّ يعتبر من وجبات الإفطار الأساسية على مستوى العالم وهو بيضٌ يطهى على المقلاة مع زيت نباتي، يمكن أن يقدم فوق شريحة توست أو مع النقانق، البيض المقلي وجبة سريعة التحضير .